# Audiogalaxy
Audiogalaxy è stato un servizio di musica su Internet con tre diverse "incarnazioni". Dal 1998 al 2002, è stato un sistema di p2p filesharing ed indicizzazione di file MP3. Da metà 2002 a metà 2010, è stato un sito Web promozionale al servizio in abbonamento musicale Rhapsody. Infine, dalla metà del 2010 al 2012, è stato un servizio di place shifting audio personale. Audiogalaxy ha cessato definitivamente l'attività il 31 gennaio 2013.

## Storia
L'Audiogalaxy originario è stato creato nel 1998 da Michael Merhej come sito di indicizzazione FTP sotto il nome di The Borg Search. Si è rapidamente evoluto in un robusto sistema peer-to-peer con software client (Audiogalaxy "Satellite"), un motore di ricerca basato sul Web, ricerca sempre attiva dei file richiesti, resume automatico e basso impatto del sistema. Ha rapidamente guadagnato terreno tra i condivisori di file che hanno abbandonato Napster nel 2001. Alcuni, osservando la precedente caduta di Napster, a causa di un'azione legale, furono scioccati dal design di Audiogalaxy, che era in qualche modo ancora più centralizzato di quanto non fosse Napster.
La missione dichiarata di Audiogalaxy era facilitare la condivisione di musica, sebbene fosse anche notevole per la sua forte community a causa di funzionalità come gruppi abilitati alla chat e forum Internet per artista / per genere con moderazione tra pari. Questa forte comunità ha anche facilitato una vasta gamma di contenuti in molti generi, in particolare quelli che tendono a rimanere molto meno curati in sistemi più moderni. Anche artisti molto poco noti o emergenti potevano essere scoperti ed ascoltati. Inoltre, è servito come strumento di insegnamento / apprendimento per chiunque volesse esplorare, dando l'idea dei sottogeneri di musica, con migliaia di esempi prontamente disponibili e correlati esattamente come faceva Allmusic.
In giugno del 2008, CNET ha dato l'estremo saluto di questa incarnazione di Audiogalaxy come ad uno dei più grandi siti Web defunti della storia.

### Conflitto con la RIAA sulla condivisione di materiale protetto da copyright
Nel maggio 2001, Audiogalaxy ha implementato lo strumento "gruppi" che permettevano agli appartenenti di inviare canzoni a tutti i membri del gruppo. Gli hacker hanno usato questa via per aggirare la restrizione dei "brani bloccati", in cui Audiogalaxy poteva negare il trasferimento di specifici brani protetti da copyright. Inoltre, anche quando un file specifico veniva bloccato, spesso veniva sostituito da un file identico con il gruppo o la canzone digitati in modo errato. Ad esempio, se " Wish You Were Here " di Pink Floyd fosse stato bloccato, un altro brano con lo stesso titolo, ma accreditato a "Pink Lloyd", sarebbe prontamente apparso in sostituzione. Quest'ultimo file sarebbe stato completamente identico al primo; tuttavia, poiché Audiogalaxy non avrebbe mai ricevuto alcuna notifica per "Pink Lloyd", il download di quella traccia non ne avrebbe risentito.
Il 9 maggio 2002, Audiogalaxy richiedeva che fossero i brani nella cartella condivisa del mittente ad essere inviati. In precedenza, si poteva inviare qualsiasi brano a chiunque modificando i parametri CGI . Questa protezione è stata rapidamente sconfitta creando un file "fittizio" nella cartella condivisa e inviando un brano con lo stesso nome. Ciò era dovuto al checksum hashing di Audiogalaxy, il file corretto è stato sempre inviato nonostante il file fittizio. Alcuni utenti avrebbero potuto bypassare anche questa impostazione, ma invece della modifica CGI c'era una soluzione meno sofisticata. Un semplice file .bat nella cartella di condivisione (con una riga " move *.mp3 x:\something\ " per esempio) veniva programmato all'ora desiderata spostando tutti i file MP3 nella cartella desiderata.
Anche se Audiogalaxy ha affermato di aver cercato di collaborare con l'industria musicale e di aver bloccato i brani protetti da copyright all'interno della propria rete, molti utenti della rete hanno continuato a condividere file musicali non autorizzati, facendo sì che Audiogalaxy dovesse affrontare una causa da parte della RIAA il 24 maggio 2002. In questo giorno, Audiogalaxy ha bloccato l'invio di tutti i brani bloccati. Un mese dopo, il 17 giugno 2002, Audiogalaxy ha raggiunto un accordo stragiudiziale con la RIAA. L'accordo raggiunto avrebbe consentito ad Audiogalaxy di operare un sistema di "filtraggio", che richiedeva che per qualsiasi brano musicale disponibile, il cantautore, l'editore musicale e / o la casa discografica dovesse prima dare il consenso all'uso e alla condivisione dell'opera.

### Partenariati e fine delle operazioni di P2P filesharing
L'8 settembre 2002, Audiogalaxy ha preso in licenza da Listen.com e rinominato un servizio di streaming a pagamento chiamato Rhapsody.
Dal 2008 al 2010, Audiogalaxy ha collaborato con la fallita venture di Choruss guidata da Warner Music Group e Jim Griffin, esperto di vecchia data nell'industria discografica / Internet. Choruss fu uno tentativo sperimentale per monetizzare la condivisione di file peer-to-peer tra studenti universitari e il software Audiogalaxy avrebbe dovuto fornire una possibile base tecnologica per il sistema.
Fino alla metà del 2010, alcune delle bacheche di messaggistica sono rimaste attive, ma il sito Web Audiogalaxy ha promosso solo il servizio di abbonamento Rhapsody e i suoi artisti in primo piano. Promosse anche brevemente l'incarnazione originale del progetto FolderShare di Merhej, prima che il servizio fosse acquisito da Microsoft.

### Rilancio
A metà del 2010, Audiogalaxy è stato silenziosamente rilanciato come servizio di placeshifting . Seguirono annunci pubblici nell'ottobre 2010, insieme a conferme riguardo al defunto Choruss.
Questa incarnazione del servizio Audiogalaxy ha consentito la ricerca e lo streaming on-demand di file MP3 e AAC archiviati su un computer connesso a Internet per la riproduzione su un computer, telefono o altro dispositivo separato, connesso a Internet: comportamento che in seguito ha fatto parte dei servizi del cosiddetto "cloud". Era necessario installare un software speciale sul computer che ospitava i file musicali. I file potevano quindi essere sfogliati e riprodotti tramite un browser Web abilitato per Flash o tramite uno smartphone o un altro dispositivo che eseguiva un apposito software.

### Chiusura
Audiogalaxy ha smesso di accettare le registrazioni utente il 12 dicembre 2012, a causa dell'acquisizione dell'azienda da parte di Dropbox . Audiogalaxy ha interrotto il servizio il 31 gennaio 2013 e il suo sito Web non è più attivo.